# Popovîci, Kovel
Popovîci (în ucraineană Поповичі) este localitatea de reședință a comunei Popovîci din raionul Kovel, regiunea Volînia, Ucraina.

## Demografie
Componența lingvistică a localității Popovîci
     Ucraineană (100%)
Conform recensământului din 2001, toată populația localității Popovîci era vorbitoare de ucraineană (100%).